# Sportjahr 1950
Liste der Sportjahre

◄◄ | ◄ | 1946 | 1947 | 1948 | 1949 | Sportjahr 1950 | 1951 | 1952 | 1953 | 1954 | ► | ►►

Weitere Ereignisse

## Ereignisse

### Badminton
Höhepunkte des Badmintonjahres 1950 waren die All England, die Denmark Open, die Irish Open, die Scottish Open und die French Open. In Island wurden erstmals nationale Titelkämpfe ausgetragen.

### Internationale Veranstaltungen
| Veranstaltung | Herreneinzel   | Dameneinzel      | Herrendoppel                   | Damendoppel                 | Mixed                         |
| ------------- | -------------- | ---------------- | ------------------------------ | --------------------------- | ----------------------------- |
| All England   | Wong Peng Soon | Tonny Ahm        | Jørn Skaarup Preben Dabelsteen | Tonny Ahm Kirsten Thorndahl | Poul Holm Tonny Ahm           |
| Denmark Open  | Nils Jonson    | Tonny Ahm        | Arve Lossmann John Nygaard     | Tonny Ahm Kirsten Thorndahl | Børge Frederiksen Tonny Ahm   |
| French Open   | David Choong   | Audrey Blathwayt | David Choong John Newland      | Audrey Blathwayt M. Crombie | David Choong Audrey Stone     |
| Malaysia Open | Wong Peng Soon | Cecilia Samuel   | Ong Poh Lim Ismail Marjan      | Cecilia Samuel Hoi Sai Ying | Goh Chong Hong Valentine Chan |

### Fußball
- 25. Juni: Der VfB Stuttgart wird deutscher Fußballmeister.
- Juni: Austria Wien wird österreichischer Fußballmeister.
- Juni: Die komplette Mannschaft des Fußballvereins SG Dresden-Friedrichstadt, darunter auch Helmut Schön, flüchtet aus der DDR nach West-Berlin.

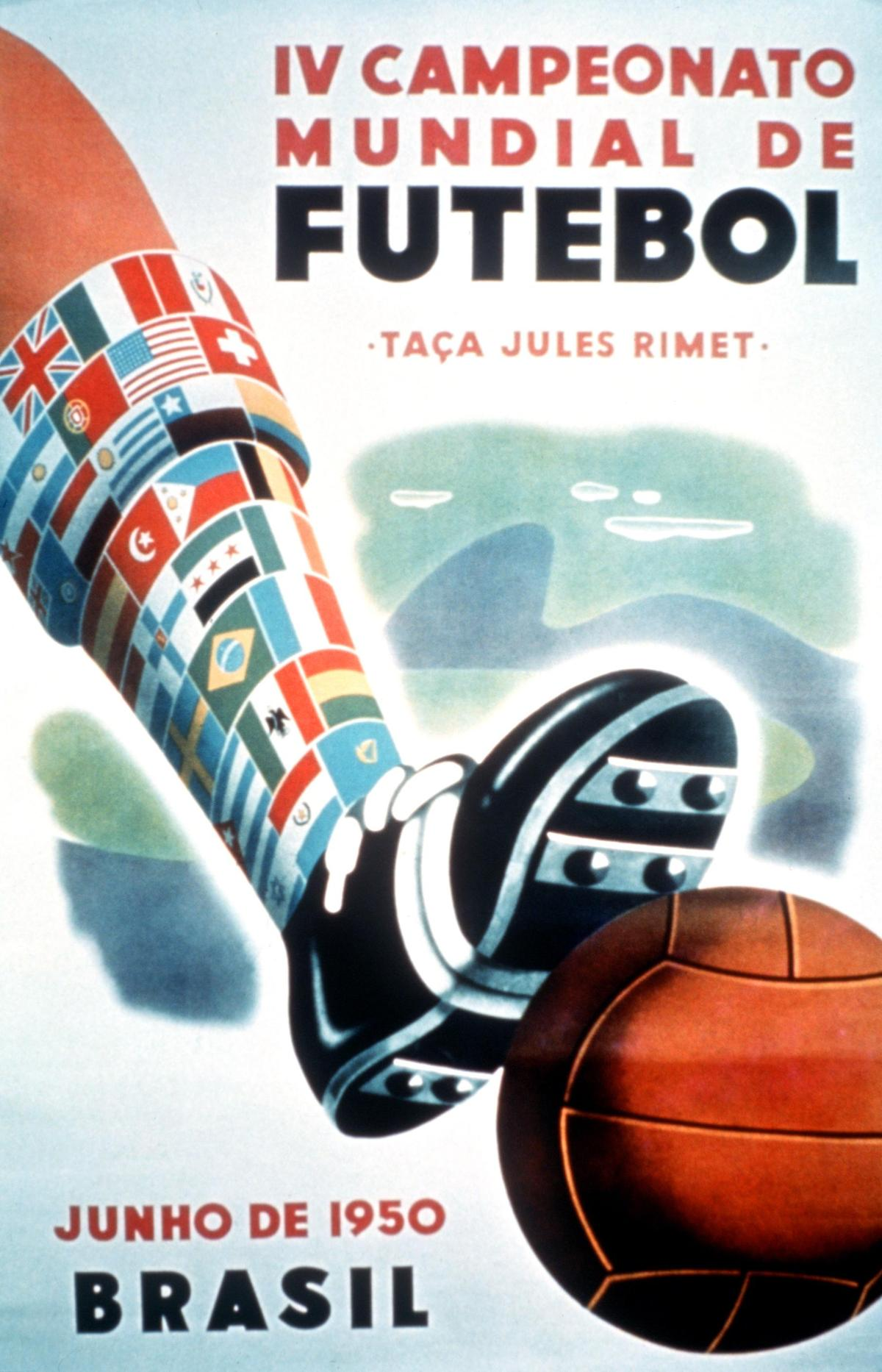
Poster der IV. Fußball-WM

- 24. Juni: Die Fußball-Weltmeisterschaft 1950 in Brasilien wird eröffnet.
- 16. Juli: Das Endspiel der Fußball-Weltmeisterschaft gewinnt Uruguay gegen den hohen Favoriten Brasilien mit 2:1. Im Gastgeberland geht die unerwartete Niederlage gegen das Nachbarland als Maracanaço („Schock von Maracanã“) in die Fußballgeschichte ein.
- 3. August: Der französische Fußballclub Olympique Lyon wird gegründet.
- 22. November: Die als Verursacher des Zweiten Weltkriegs vom internationalen Spielverkehr im Fußball bislang ausgeschlossenen Deutschen tragen ihr erstes Nachkriegsländerspiel aus. Die DFB-Elf gewinnt 1:0 gegen die Schweiz.

### Leichtathletik
- 31. März: Emil Zátopek, Tschechoslowakei, läuft die 10.000 Meter der Herren in 29:02,6 min.
- 19. Mai: Imre Németh, Ungarn, wirft im Hammerwurf der Herren 59,88 m.
- 19. Juni: Imre Németh, Ungarn, erreicht im Hammerwurf der Herren 59,88 m.
- 28. Juni: Jim Fuchs, USA, erreicht im Kugelstoßen der Herren 17,82 m.
- 10. Juli: Dick Attlesey, USA, läuft die 110 Meter Hürden der Herren in 13,5 s.
- 17. Juli: Jewdokija Wassiljewa, Sowjetunion, läuft die 800 Meter der Damen 2:13,0 min.
- 30. Juli: Bob Mathias, USA, erreicht im Zehnkampf der Herren 8042 Punkte.
- 17. August: Jewdokija Wassiljewa, Sowjetunion, läuft die 800 Meter der Damen in 2:13,0 min.
- 22. August: George Rhoden, Jamaika, läuft die 400 Meter der Herren in 45,8 s.
- 22. August: Jim Fuchs, USA, stößt im Kugelstoßen der Herren 17,95 m.
- 24. August: Richard Attlesey, USA, läuft die 110 Meter Hürden der Herren in 13,6 s.
- 12. September: Jim Fuchs, USA, erreicht im Kugelstoßen der Herren 17,9 m.
- 18. September: Mal Whitfield, USA, läuft die 800 Meter der Herren in 1:49,2 min.
- 29. September: Adhemar Ferreira da Silva, Brasilien, erreicht im Dreisprung der Herren 16,00 m.
- 21. Oktober: George Rhoden, Jamaika, läuft die 400 Meter der Herren in 45,8 s.
- 21. Oktober: Jim Fuchs, USA, erreicht im Kugelstoßen der Herren 17,95 m.
- 9. November: Anna Andrejewa, Sowjetunion, stößt im Kugelstoßen der Damen 15,02 m.

### Motorsport

#### Automobilsport
- 13. Mai: Der Große Preis von Großbritannien in Silverstone wird als erstes Rennen in der neu konzipierten Formel-1-Weltmeisterschaft ausgetragen. Es gewinnt der spätere Weltmeister Giuseppe Farina.
- 3. September: Mit seinem Sieg beim Großen Preis von Italien auf dem Autodromo Nazionale di Monza wird Giuseppe Farina nach sieben durchgeführten Rennen erster Formel-1-Weltmeister.

#### Motorradsport

##### Motorrad-Weltmeisterschaft
- Motorrad-Weltmeisterschaft 1950

Die von der FIM ausgeschriebene Motorrad-Weltmeisterschaft wurde zwischen dem 5. Juni und dem 10. September ausgetragen.
Weltmeister in der 500-cm³-Klasse wird 24-jährige Gilera-Werksfahrer Umberto Masetti aus Italien. Auf den Plätzen zwei und drei folgen die beiden Briten Geoff Duke (Norton) und Leslie Graham (A.J.S.). In der Konstrukteurswertung setzt sich Norton gegen Gilera und A.J.S. durch.
In 350-cm³-Klasse gewinnt der 39-jährige Brite Bob Foster auf Velocette den Titel. Zweiter wird sein Landsmann Geoff Duke auf Norton, Dritter der A.J.S.-Pilot Leslie Graham (ebenfalls Großbritannien). In der Konstrukteurswertung siegt Velocette vor A.J.S. und Norton.
Den Titel in der 250-cm³-Klasse gewinnt der 32-jährige Italiener Dario Ambrosini (Benelli) vor dem Briten Maurice Cann und Bruno Ruffo (Italien) – beide auf Moto Guzzi. In der Konstrukteurswertung setzt sich Benelli vor Moto Guzzi und Velocette durch.
Weltmeister in der 125-cm³-Klasse wird 29-jährige F.B Mondial-Werksfahrer Bruno Ruffo. Platz zwei teilen sich seine Landsmänner und Teamkollegen Gianni Leoni und Carlo Ubbiali. In der Konstrukteurswertung setzt sich F.B Mondial gegen Morini und MV Agusta durch.

##### Gespann-Klasse (600 cm³)
Weltmeister bei den Gespannen wird das britisch-italienische Duo Eric Oliver / Lorenzo Dobelli auf Norton. Auf Rang zwei folgen die Italiener Ercole Frigerio / Ezio Ricotti auf Gilera, Dritte die Schweizer Hans Haldemann / Josef Albisser auf Norton. Oliver schaffte es damit als erster Fahrer in der Geschichte der Motorrad-WM, seinen Titel zu verteidigen. In der Konstrukteurswertung siegt Norton vor Gilera und FN.

##### Deutsche Motorrad-Straßenmeisterschaft
- Deutsche Meister werden Hermann Paul Müller (DKW, 125 cm³), Hermann Gablenz (Parilla, 250 cm³), Heiner Fleischmann (NSU, 350 cm³), Georg Meier (BMW, 500 cm³), Hermann Böhm / Karl Fuchs (NSU, Gespanne 600 cm³) und Wiggerl Kraus / Bernhard Huser (BMW, Gespanne 1000 cm³).

### Tischtennis
- 29. Januar bis 5. Februar: Tischtennisweltmeisterschaft 1950 in Budapest (Ungarn)
- Länderspiele Deutschlands (Freundschaftsspiele)
  - 24. Januar: Gelsenkirchen: D. – Schweden 4:5 (Herren)
  - 5. Dezember: Kalmar: D. – Schweden 1:5 (Herren)

### Sportpreise

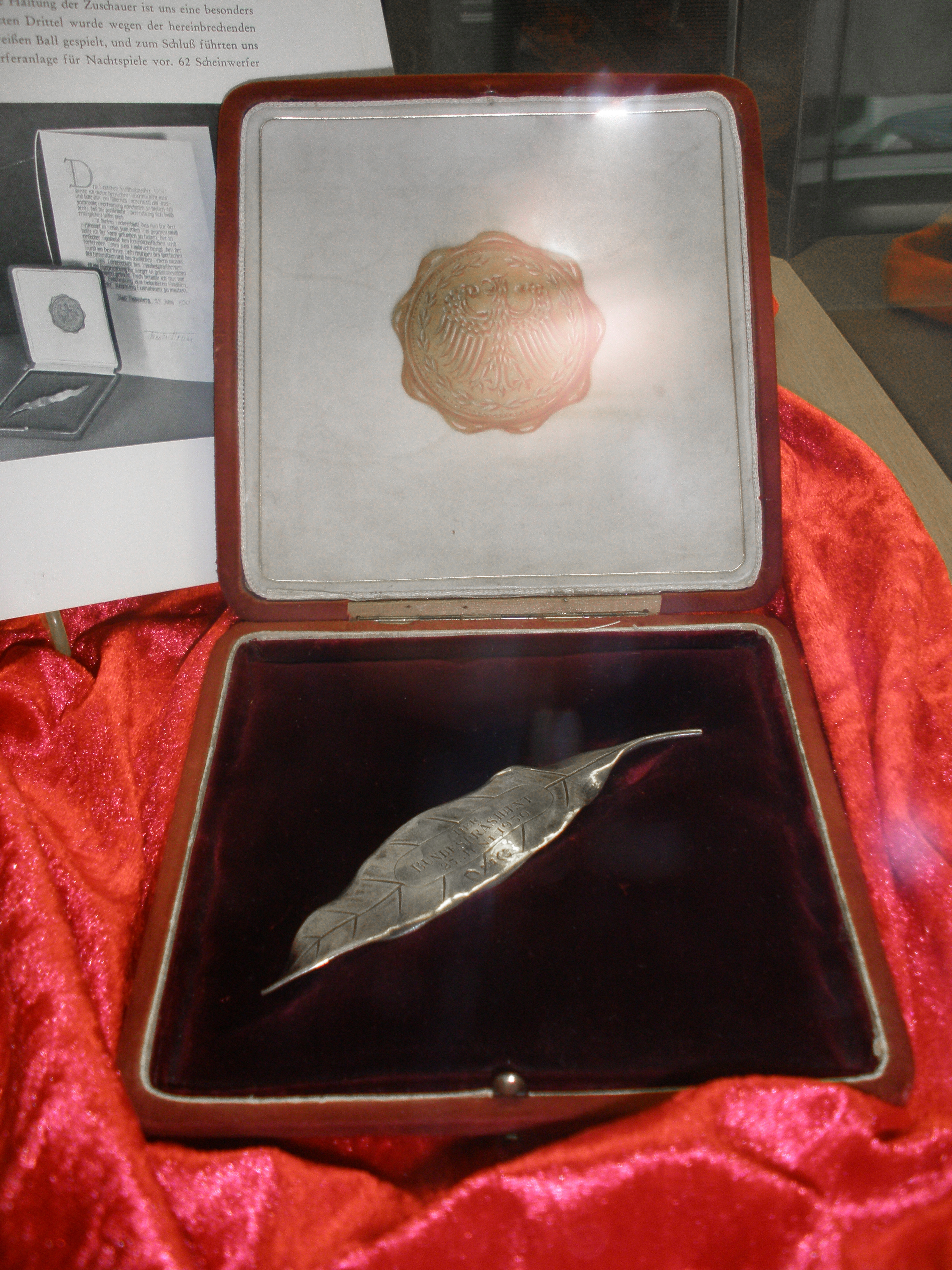
Das erste Silberne Lorbeerblatt für eine Mannschaft

- 23. Juni: Der deutsche Bundespräsident Theodor Heuss stiftet das Silberne Lorbeerblatt für herausragende sportliche Leistungen. Am 25. Juni erhalten der Springreiter Fritz Thiedemann als erster Einzelsportler und der VfB Stuttgart als erste Mannschaft die Auszeichnung. Die Tennisspielerin Inge Pohmann erhält die Auszeichnung am 2. Juli als erste Frau.

## Geboren

### Januar
- 02. Januar: Jewgeni Jewsjukow, sowjetischer Geher
- 02. Januar: Johannes Riedl, deutscher Fußballspieler († 2010)
- 10. Januar: Winfried Schäfer, deutscher Fußballtrainer
- 12. Januar: Sinaida Amossowa, russische Skilangläuferin
- 12. Januar: Heinrich Fischer, Schweizer Ruderer
- 13. Januar: Wolfgang Holzhäuser, deutscher Fußballfunktionär
- 15. Januar: Uli Frommer, deutscher Fußballspieler
- 15. Januar: Rudi Rauer, deutscher Handballspieler († 2014)
- 16. Januar: Jerzy Greszkiewicz, polnischer Sportschütze
- 18. Januar: Gilles Villeneuve, kanadischer Automobilrennfahrer († 1982)
- 21. Januar: Marion Becker, deutsche Leichtathletin
- 26. Januar: Ivan Hlinka, tschechischer Eishockeyspieler und -trainer († 2004)
- 28. Januar: Heinz Wewering, deutscher Trabrennfahrer und -trainer
- 31. Januar: Nikolai Kruglow, sowjetischer Biathlet und Olympiasieger 1976
- 31. Januar: Leili Pärnpuu, estnische Schachspielerin († 2022)

### Februar
- 06. Februar: René Fasel, Schweizer Eishockeyspieler, Präsident der IIHF
- 06. Februar: Paul Gentilozzi, US-amerikanischer Automobilrennfahrer und Rennstallbesitzer
- 07. Februar: Mauro Bellugi, italienischer Fußballspieler
- 07. Februar: Marilyn Cochran, US-amerikanische Skirennläuferin
- 08. Februar: Jochen Leiß, deutscher Tischtennisspieler
- 10. Februar: Horst Spengler, deutscher Handballspieler und -trainer

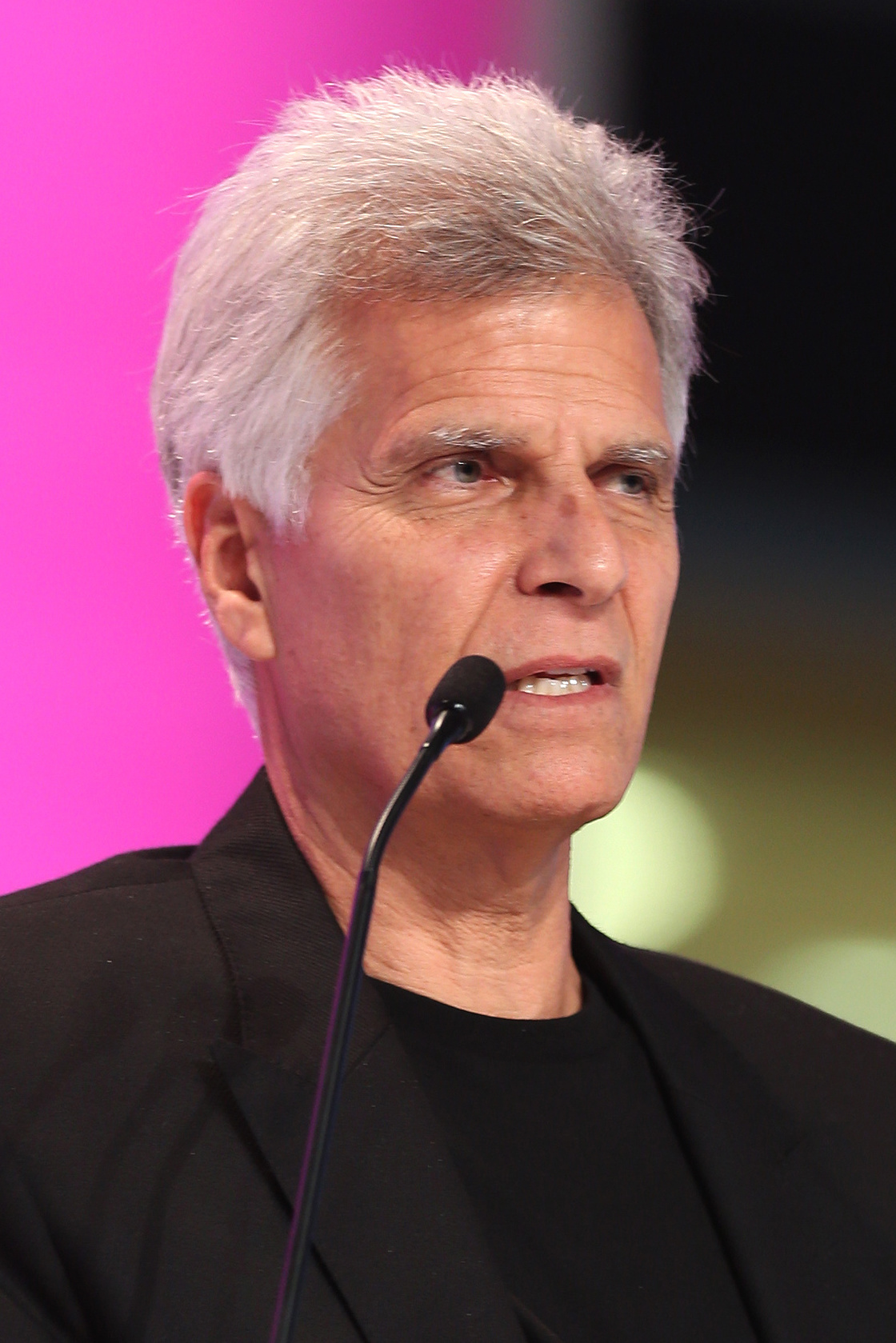
Mark Spitz

- 10. Februar: Mark Spitz, US-amerikanischer Schwimmer, Olympiasieger

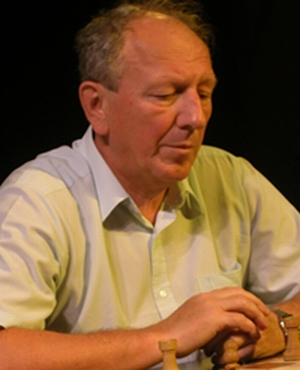
Jewgeni Sweschnikow

- 11. Februar: Jewgenij Sweschnikow, russisch-lettischer Schachmeister
- 13. Februar: Raúl Gómez, mexikanischer Fußballspieler († 2025)
- 19. Februar: Takanohana Kenshi, japanischer Sumo-Ringer († 2005)
- 20. Februar: Ruslan Aschuralijew, sowjetischer Ringer († 2009)
- 21. Februar: Günter Oleknavicius, deutscher Fußballspieler
- 22. Februar: Julius Erving, US-amerikanischer Basketballspieler
- 22. Februar: Simon Schobel, rumänisch-deutscher Handballspieler und -trainer
- 25. Februar: Francisco Fernández Ochoa, spanischer Skirennläufer († 2006)

### März
- 06. März: Peter Lovett, britischer Automobilrennfahrer
- 06. März: Walter Vesti, Schweizer Skirennfahrer
- 09. März: Danny Sullivan, US-amerikanischer Automobilrennfahrer
- 10. März: Karlheinz Klotz, deutscher Leichtathlet
- 12. März: Manfred Jäger, deutscher Endurosportler
- 16. März: Joe Bugner, ungarisch-englisch-australischer Schwergewichtsboxer
- 18. März: Larry Perkins, australischer Automobilrennfahrer
- 19. März: Tatjana Owetschkina, sowjetische Basketballspielerin
- 27. März: David Edgar, US-amerikanischer Schwimmer und Olympiasieger
- 27. März: Terry Yorath, walisischer Fußballspieler und -trainer
- 28. März: Roland Andersson, schwedischer Fußballspieler und -trainer

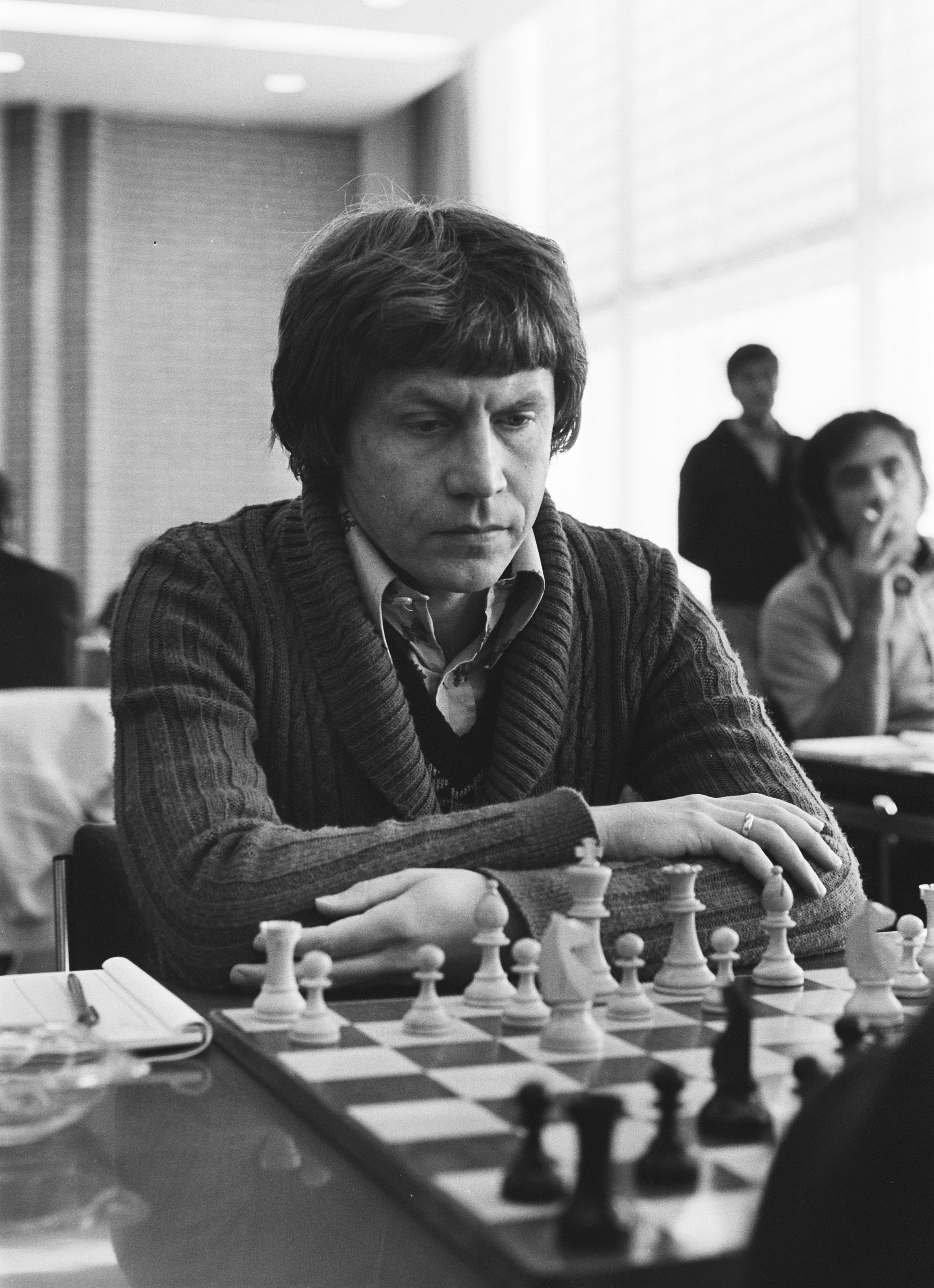
András Adorján

- 31. März: András Adorján, ungarischer Schachspieler († 2023)

### April
- 01. April: Paolo Conti, italienischer Fußballspieler
- 01. April: Loris Kessel, Schweizer Automobilrennfahrer († 2010)
- 03. April: Wera Krasnowa, sowjetisch-russische Eisschnellläuferin
- 06. April: Nelson Dawidjan, sowjetischer Ringer († 2016)
- 07. April: Franz Wittmann sen., österreichischer Rallyefahrer
- 08. April: Grzegorz Lato, polnischer Fußballspieler
- 12. April: Flavio Briatore, italienischer Formel-1-Teamchef
- 16. April: Thierry Perrier, französischer Autorennfahrer
- 19. April: Harald Hein, deutscher Fechter († 2008)
- 20. April: Humberto Coelho, portugiesischer Fußballspieler und -trainer
- 27. April: Paolino Pulici, italienischer Fußballspieler

### Mai
- 04. Mai: Waleri Dwoinikow, sowjetisch-russischer Sambo-Kämpfer und Judoka
- 06. Mai: Gerlinde Glatzer, deutsche Tischtennisspielerin
- 06. Mai: Stelian Moculescu, rumänisch-deutscher Volleyballspieler und -trainer
- 06. Mai: Rainer Potschak, deutscher Fußballspieler
- 07. Mai: John Coates, australischer Jurist und Sportfunktionär
- 09. Mai: Luciano Spinosi, italienischer Fußballspieler
- 12. Mai: Renate Stecher, deutsche Leichtathletin
- 19. Mai: Tadeusz Ślusarski, polnischer Leichtathlet († 1998)
- 20. Mai: Ray Bellm, britischer Automobilrennfahrer
- 22. Mai: Michio Ashikaga, japanischer Fußballspieler
- 23. Mai: Alexander Klepikow, sowjetisch-russischer Ruderer und Olympiasieger 1976
- 24. Mai: Ralf Kelm, deutscher Fußballspieler
- 25. Mai: Jewgeni Kulikow, sowjetisch-russischer Eisschnellläufer und Olympiasieger
- 30. Mai: Peter van Roye, deutscher Ruderer

### Juni
- 01. Juni: Roger Van Gool, belgischer Fußballspieler
- 03. Juni: Jurij Owtschinnikow, sowjetisch-russischer Eiskunstläufer
- 05. Juni: Avi Assouly, französischer Fußballspieler, Sportjournalist und Politiker († 2025)
- 05. Juni: Wiktor Nowoschilow, sowjetisch-russischer Ringer († 1991)
- 09. Juni: Angelika Buck, deutsche Eiskunstläuferin
- 10. Juni: Hans Hugenholtz Junior, niederländischer Automobilrennfahrer und Unternehmer
- 13. Juni: Gerd Zewe, deutscher Fußballspieler

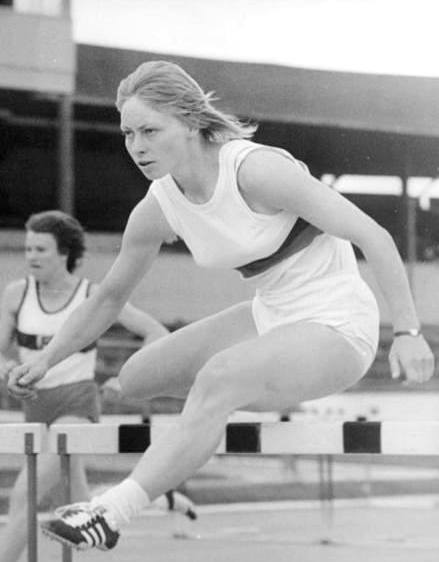
Annelie Ehrhardt

- 18. Juni: Annelie Ehrhardt, deutsche Leichtathletin († 2024)
- 20. Juni: Gillian Gilks, englische Badmintonspielerin
- 23. Juni: Dave Butz, US-amerikanischer American-Football-Spieler († 2022)

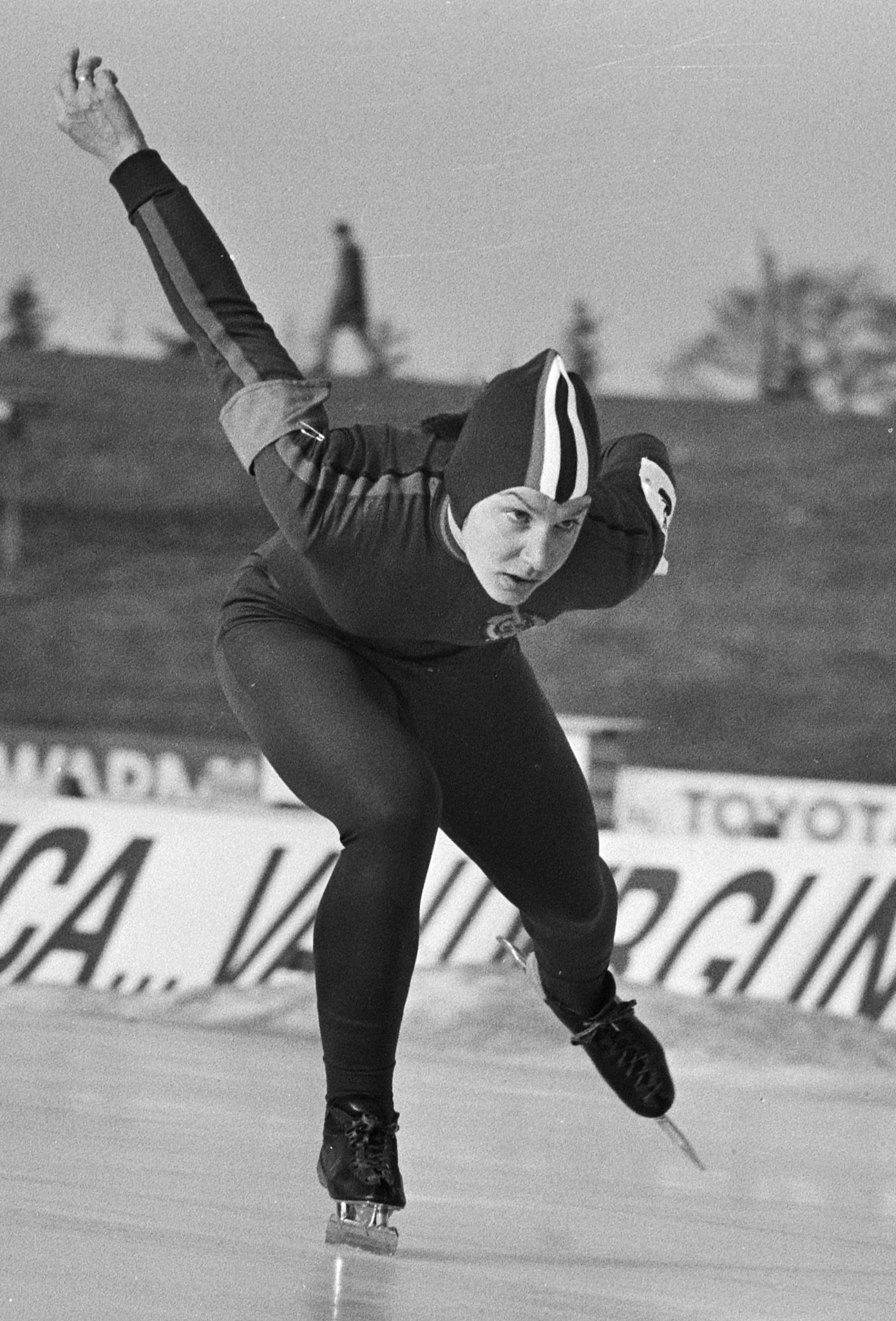
Tatjana Awerina

- 25. Juni: Tatjana Awerina, sowjetisch-russische Eisschnellläuferin († 2001)
- 25. Juni: Uğur Erdener, türkischer Sportfunktionär
- 26. Juni: Klaus Schlagheck, deutscher Handballspieler

### Juli

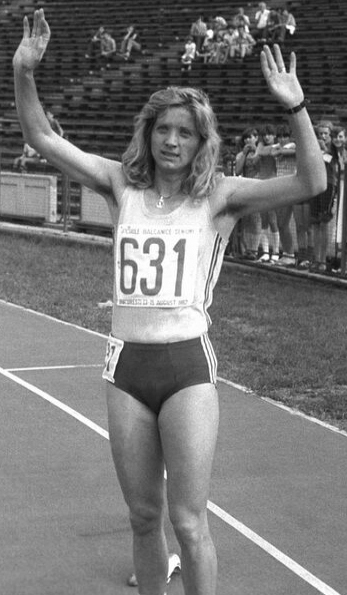
Maricica Puică

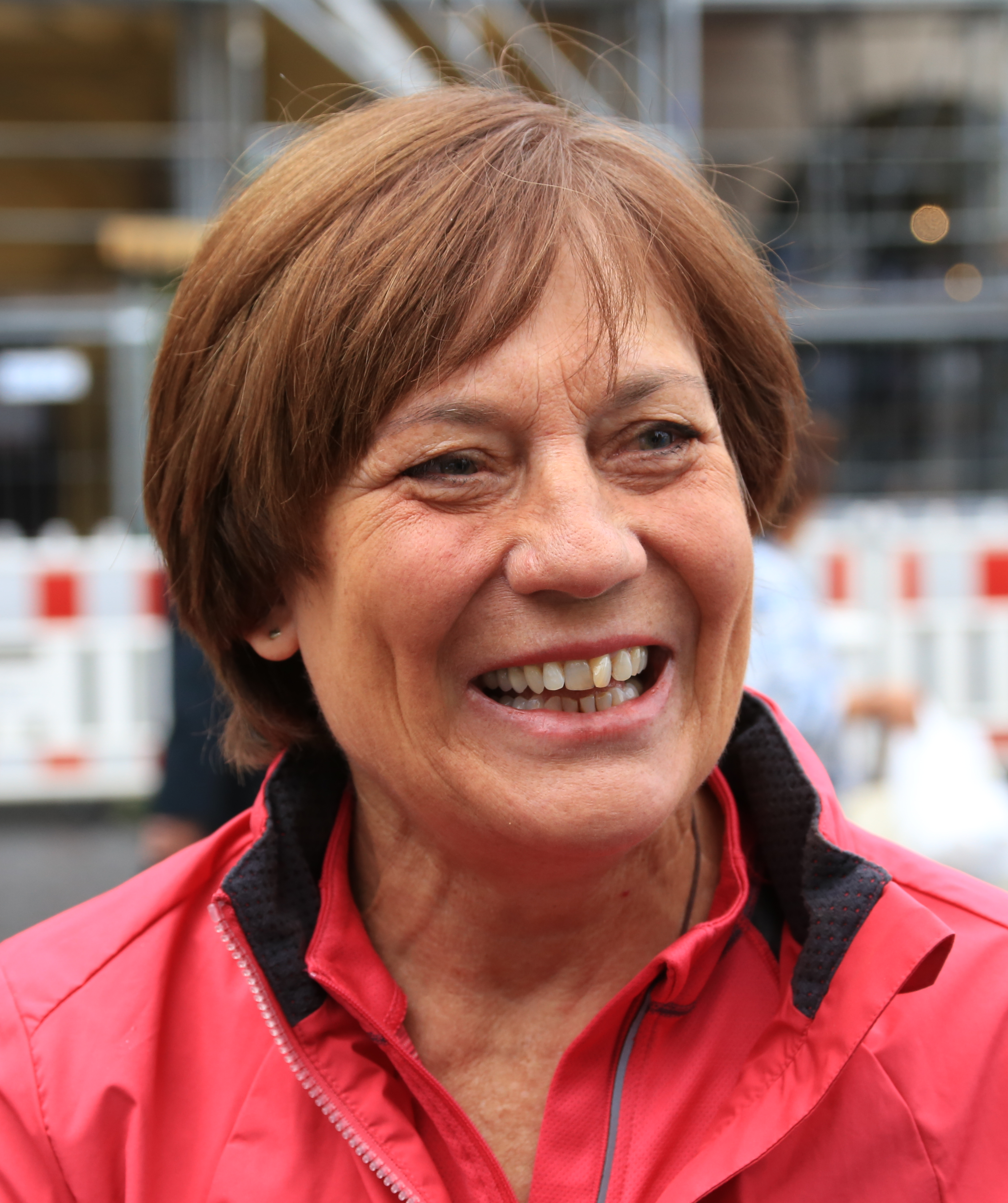
Rosi Mittermaier

- 01. Juli: Reinhard Mirmseker, deutscher Eiskunstläufer
- 06. Juli: Hans-Joachim Andree, deutscher Fußballspieler
- 06. Juli: Rainer Osmann, deutscher Handballspieler und -trainer
- 09. Juli: Adriano Panatta, italienischer Tennisspieler
- 26. Juli: Nelinho, brasilianischer Fußballspieler
- 29. Juli: Maricica Puică, rumänische Leichtathletin und Olympiasiegerin
- 29. Juli: Radu Voina, rumänischer Handballspieler und -trainer
- 31. Juli: Gérard Tremblay, französischer Automobilrennfahrer

### August
- 01. August: Roy Williams, US-amerikanischer Basketballtrainer
- 03. August: Waldemar Cierpinski, deutscher Marathonläufer
- 04. August: István Jónyer, ungarischer Tischtennisspieler
- 04. August: Friedel Szeimies, deutscher Fußballspieler
- 05. August: Lucien Didier, luxemburgischer Radsportler
- 05. August: Galina Mischenina, sowjetisch-russische Ruderin
- 05. August: Rosi Mittermaier, deutsche Skirennläuferin († 2023)
- 05. August: Frank Terletzki, deutscher Fußballspieler
- 07. August: Éric Graham, französischer Automobilrennfahrer
- 07. August: Dave Wottle, US-amerikanischer Mittelstreckenläufer und Olympiasieger
- 12. August: George McGinnis, US-amerikanischer Basketballspieler († 2023)
- 12. August: Alexander Sidelnikow, russisch-sowjetischer Eishockeytorhüter († 2003)
- 15. August: Erwin Stricker, italienischer Skirennläufer und Unternehmer († 2010)
- 16. August: Hasely Crawford, Leichtathlet aus Trinidad und Tobago
- 16. August: Wiltrud Drexel, österreichische Skirennläuferin
- 18. August: Jerry Martin, US-amerikanischer Skispringer
- 19. August: Reinhard Fabisch, deutscher Fußballspieler und -trainer
- 20. August: Petra Kandarr, deutsche Sprinterin († 2017)
- 22. August: Richard Trinkler, Schweizer Radrennfahrer
- 23. August: Luigi Delneri, italienischer Fußballspieler und -trainer
- 24. August: Andrej Jakubik, russischer Fußballspieler
- 30. August: Leo Windtner, österreichischer Fußballfunktionär und Präsident des ÖFB († 2025)

### September

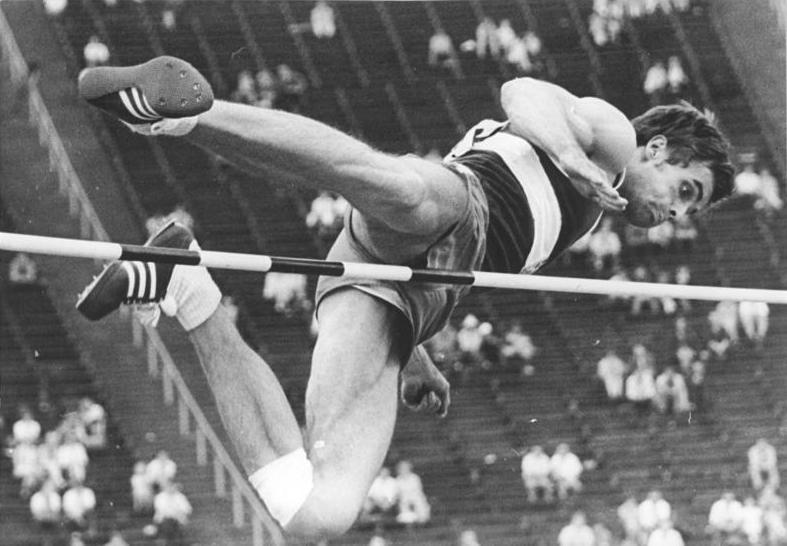
Stefan Junge

- 01. September: Stefan Junge, deutscher Leichtathlet
- 01. September: Per-Inge Walfridsson, schwedischer Autosportler
- 02. September: Zvonimir Serdarušić, deutscher Handballtrainer
- 06. September: Uwe Kagelmann, deutscher Eiskunstläufer
- 07. September: Farchat Mustafin, sowjetischer Ringer, mehrfacher Welt- und Europameister sowie Bronzemedaillen-Gewinner bei den Olympischen Spielen 1976
- 07. September: Mário Sérgio Pontes de Paiva, brasilianischer Fußballspieler und Journalist († 2016)
- 11. September: Barry Sheene, britischer Motorradrennfahrer († 2003)
- 13. September: Peter Larisch, deutscher Handballspieler
- 15. September: Jan Staszel, polnischer Skilangläufer
- 19. September: André Lombard, Schweizer Schachspieler
- 23. September: Jürgen Hahn, deutscher Handballspieler und -trainer
- 23. September: Carlos Kirmayr, brasilianischer Tennisspieler
- 23. September: Dietmar Lorenz, deutscher Judo-Olympiasieger 1980 († 2021)
- 24. September: Philippe Dermagne, französischer Automobilrennfahrer
- 26. September: Dan Grecu, rumänischer Kunstturner († 2024)
- 26. September: Bärbel Struppert, deutsche Leichtathletin
- 30. September: Mariano García Remón, spanischer Fußballtrainer

### Oktober
- 03. Oktober: Andrzej Szarmach, polnischer Fußballspieler und -trainer
- 03. Oktober: Siegfried Voigt, deutscher Handballspieler
- 04. Oktober: Klaus Scheer, deutscher Fußballspieler
- 05. Oktober: Hugo Hovenkamp, niederländischer Fußballspieler
- 08. Oktober: Miguel Brindisi, argentinischer Fußballspieler
- 10. Oktober: Takashi Yorino, japanischer Automobilrennfahrer
- 12. Oktober: Jiří Adam, tschechoslowakischer Pentathlet und Fechter
- 12. Oktober: Roland Asch, deutscher Rennfahrer
- 13. Oktober: Annegret Richter, deutsche Leichtathletin
- 13. Oktober: Rolf Rüssmann, deutscher Fußballspieler und -manager († 2009)
- 14. Oktober: Kurt Jara, österreichischer Fußballspieler und -trainer
- 16. Oktober: Wiktor Raschtschupkin, russischer Diskuswerfer und Olympiasieger
- 17. Oktober: Erich Kühnhackl, deutscher Eishockeyspieler und -trainer
- 21. Oktober: Riccardo Agusta, italienischer Unternehmer und Automobilrennfahrer († 2018)
- 23. Oktober: Lothar Doering, deutscher Handballspieler und -trainer
- 24. Oktober: Bert Pronk, niederländischer Radrennfahrer († 2005)
- 26. Oktober: Nico Braun, luxemburgischer Fußballspieler

### November
- 02. November: Ljubomir Ljubojević, serbischer Schachspieler
- 02. November: Jürgen Wilhelm, deutscher Fußballspieler

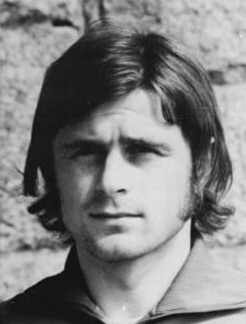
Lothar Kurbjuweit

- 06. November: Lothar Kurbjuweit, deutscher Fußballspieler und -trainer
- 07. November: Robert Redl, deutscher Fußballspieler († 2016)
- 12. November: Ulrich Schulze, deutscher Schachspieler
- 15. November: John Vande Velde, US-amerikanischer Bahnradsportler und Sportfunktionär
- 16. November: Harvey Martin, US-amerikanischer American-Football-Spieler († 2001)

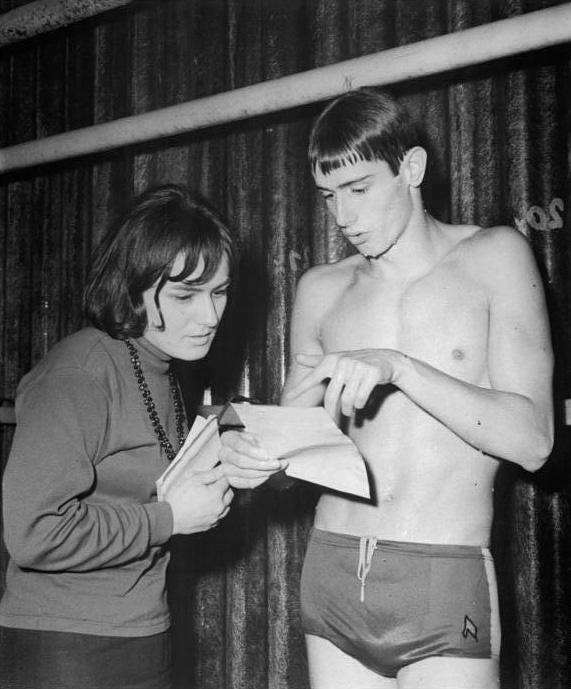
Roland Matthes

- 17. November: Roland Matthes, deutscher Schwimmer, Weltrekordhalter und vierfacher Olympiasieger im Schwimmen († 2019)
- 19. November: Bob Guindon, kanadischer Eishockeyspieler
- 21. November: Alberto Juantorena, kubanischer Leichtathlet
- 21. November: Gennadij Karponossow, russischer Eiskunstläufer
- 26. November: Dieter Burdenski, deutscher Fußballspieler († 2024)
- 28. November: George Yonashiro, japanischer Fußballspieler
- 29. November: Jean-François Baldé, französischer Motorradrennfahrer
- 29. November: Dietmar Danner, deutscher Fußballspieler
- 29. Dezember: Terje Dag Østhassel, norwegischer Badmintonspieler
- 30. November: Wolfgang Niersbach, deutscher Sportjournalist und Fußballfunktionär

### Dezember
- 03. Dezember: Peter Trump, deutscher Hockeyspieler
- 06. Dezember: Guy Drut, französischer Leichtathlet
- 06. Dezember: Chris Hodgetts, britischer Automobilrennfahrer
- 14. Dezember: Christiane Krause, deutsche Leichtathletin
- 15. Dezember: Alain Flotard, französischer Automobilrennfahrer
- 16. Dezember: Tetsuo Nishimoto, japanischer Volleyballspieler
- 18. Dezember: Alfred Seiler, deutscher Fußballspieler
- 19. Dezember: Hans-Jürgen Andexer, deutscher Fußballspieler
- 19. Dezember: Walter Frosch, deutscher Fußballspieler († 2013)
- 19. Dezember: Imerio Testori, italienischer Motorradrennfahrer († 1976)
- 22. Dezember: Roland Stegmayer, deutscher Fußballspieler

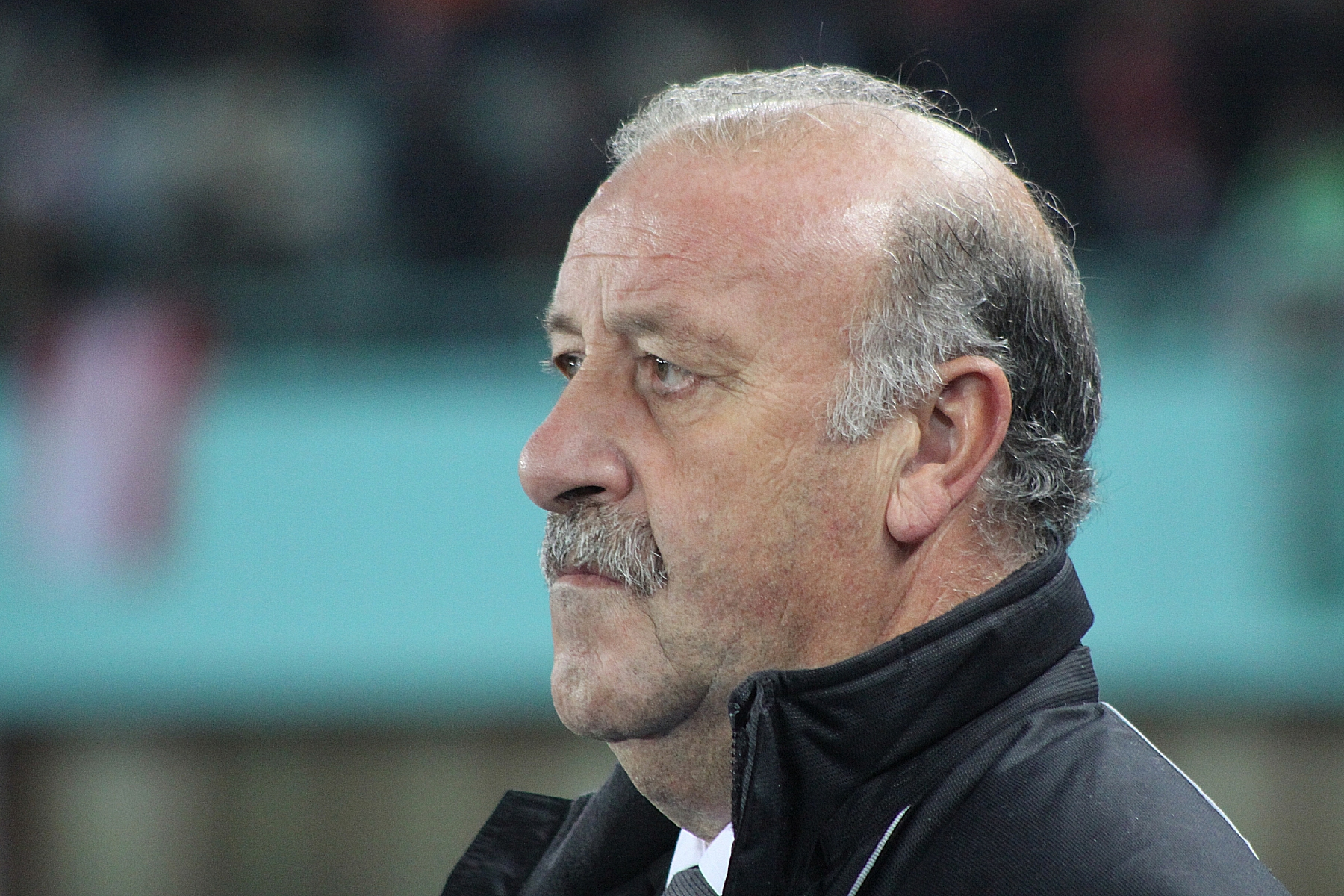
Vicente del Bosque

- 23. Dezember: Vicente del Bosque, spanischer Fußballtrainer und Fußballspieler
- 23. Dezember: Axel Kählert, deutscher Handballspieler
- 24. Dezember: Jürgen Achtel, deutscher Fußballspieler
- 25. Dezember: Ed Hochuli, US-amerikanischer American-Football-Schiedsrichter
- 27. Dezember: Nadeschda Besfamilnaja, sowjetisch-russische Sprinterin
- 27. Dezember: Roberto Bettega, italienischer Fußballspieler
- 28. Dezember: Nikolai Jurjewitsch Anfimow, sowjetischer Boxer
- 31. Dezember: Inge Helten, deutsche Leichtathletin

### Datum unbekannt
- Bernt Petschaelis, deutscher Handballspieler und Sportfunktionär
- Sergei Suslikow, sowjetischer Skispringer

## Gestorben

### Januar
- 07. Januar: Francisco Villota, spanischer Pelotaspieler (* 1873)
- 11. Januar: Ken Huszagh, US-amerikanischer Schwimmer (* 1891)
- 17. Januar: Andreas von Flotow, deutscher Dressurreiter (* 1876)
- 25. Januar: Paul Hempel, deutscher Leichtathlet (* 1890)
- 28. Januar: Rudolf Kühnel, österreichischer Leichtathlet (* 1896)

### Februar
- 02. Februar: Georges Guiot, französischer Turner (* 1882)
- 04. Februar: Erik Bergvall, schwedischer Wasserballspieler, Sportjournalist und -funktionär (* 1880)
- 08. Februar: Ralph Roese, deutscher Motorrad- und Automobilrennfahrer (* 1900)
- 10. Februar: Joseph Charles, US-amerikanischer Tennisspieler (* 1868)
- 18. Februar: James Graham, US-amerikanischer Sportschütze (* 1870)
- 18. Februar: Riccardo Nowak, italienischer Fechter (* 1885)
- 21. Februar: Frederick Keeping, britischer Radsportler (* 1867)
- 22. Februar: Halvor Møgster, norwegischer Segler (* 1875)
- 25. Februar: Joseph Stadler, US-amerikanischer Leichtathlet (* 1880)
- 27. Februar: James Henigan, US-amerikanischer Leichtathlet (* 1892)
- 28. Februar: Tommaso Costantino, italienischer Fechter (* 1885)

### März
- 02. März: Marcel Frébourg, französischer Ruderer (* 1892)
- 07. März: Jean Reich, Schweizer Sportschütze (* 1873)
- 11. März: Henri Smets, belgischer Langstreckenläufer (* 1896)
- 23. März: Clement Cazalet, britischer Tennisspieler (* 1869)
- 25. März: John O’Neil, US-amerikanischer Rugbyspieler (* 1898)
- 26. März: Robert Sinclair Hunter, kanadischer Ruderer und Rudertrainer (* 1904)
- 27. März: Dezső Földes, ungarischer Fechter (* 1880)
- 29. März: Mikael Simonsen, dänischer Ruderer (* 1882)

### April
- 01. April: Joanni Perronet, französischer Fechter (* 1877)
- 06. April: Louis Wilkins, US-amerikanischer Stabhochspringer (* 1882)
- 08. April: Ernst Wide, schwedischer Mittel- und Langstreckenläufer (* 1888)
- 16. April: Anders Peter Nielsen, dänischer Sportschütze (* 1867)
- 22. April: Karl Kaltenbach, deutscher Leichtathlet (* 1882)
- 22. April: Nion Tucker, US-amerikanischer Bobfahrer (* 1885)
- 27. April: Thomas Ranken, britischer Sportschütze (* 1875)

### Mai
- 01. Mai: Georges Leuillieux, französischer Schwimmer und Wasserballspieler (* 1879)
- 04. Mai: Lennart Hannelius, finnischer Sportschütze (* 1893)
- 04. Mai: Urho Peltonen, finnischer Speerwerfer (* 1893)
- 08. Mai: Torsten Sandelin, finnischer Turner und Segler (* 1887)
- 13. Mai: John Gallagher, US-amerikanischer Marathonläufer (* 1890)
- 17. Mai: Friedrich Gerhard, deutscher Dressurreiter (* 1884)
- 23. Mai: Fred Warngård, schwedischer Leichtathlet (* 1907)
- 29. Mai: Tinus van Beurden, niederländischer Fußballspieler (* 1893)
- 31. Mai: George Webber, britischer Leichtathlet (* 1895)

### Juni
- 02. Juni: Giuseppe Crivelli, italienischer Ruderer (* 1900)
- 12. Juni: Jan Vaník, österreichischer und tschechoslowakischer Fußballspieler (* 1892)
- 30. Juni: Hermann Betschart, Schweizer Ruderer (* 1910)

### Juli
- 01. Juli: Oskar Schiele, deutscher Schwimmer (* 1889)
- 03. Juli: David Whitworth, britischer Motorradrennfahrer (* 1904)
- 05. Juli: Thomas William Burgess, britischer Schwimmer und Wasserballspieler (* 1872)
- 07. Juli: Hugh Grogan, US-amerikanischer Lacrossespieler (* 1872)
- 13. Juli: Gustaf Svensson, schwedischer Segler (* 1882)
- 15. Juli: Wilfred Edwards, britischer Schwimmer und Wasserballspieler (* 1889)
- 19. Juli: Arthur Newton, US-amerikanischer Langstreckenläufer (* 1883)
- 23. Juli: Hans Zurbriggen, Schweizer Skisportler (* 1920)
- 25. Juli: Olle Ericsson, schwedischer Sportschütze (* 1890)

### August
- 03. August: Ture Hedman, schwedischer Turner (* 1895)
- 05. August: John Sibbit, britischer Radrennfahrer, Radsporttrainer und -funktionär (* 1895)
- 09. August: Ernst Hollstein, deutscher Fußballspieler (* 1886)
- 09. August: Jock Stewart, schottischer Bahnradsportler (* 1883)
- 23. August: Richard Parke, US-amerikanischer Bobfahrer (* 1893)
- 24. August: Becher Gale, kanadischer Ruderer (* 1887)

### September
- 08. September: Victor Hémery, französischer Automobilrennfahrer (* 1876)
- 10. September: Alfred Larsen, norwegischer Segler (* 1863)
- 10. September: Raymond Sommer, französischer Automobilrennfahrer (* 1906)
- 10. September: Piet Valkenburg, niederländischer Fußballspieler (* 1888)
- 14. September: Marius Eriksen, norwegischer Turner (* 1886)
- 14. September: Henry Homburger, US-amerikanischer Bobfahrer (* 1902)
- 15. September: Jaakko Jouppila, finnischer Leichtathlet (* 1923)
- 22. September: Duncan McPhee, britischer Leichtathlet (* 1892)
- 30. September: František Cejnar, tschechoslowakischer Fußballschiedsrichter (* 1890)

### Oktober
- 02. Oktober: Jean-Pierre Stock, französischer Ruderer (* 1900)
- 06. Oktober: David Wiman, schwedischer Turner (* 1884)
- 10. Oktober: Josef Straßberger, deutscher Gewichtheber und Olympiasieger (* 1894)
- 11. Oktober: Wallace O’Connor, US-amerikanischer Schwimmer und Wasserballspieler (* 1903)
- 12. Oktober: Charles Gmelin, britischer Leichtathlet (* 1872)
- 15. Oktober: John Holloway, irischer Zehnkämpfer (* 1878)
- 18. Oktober: Per Bergman, schwedischer Segler (* 1886)
- 28. Oktober: Joseph Wright, kanadischer Ruderer (* 1864)

### November
- 02. November: Abraham Koubi, französischer Turner (* 1874)
- 02. November: Piet van Wijngaarden, niederländischer Motorradrennfahrer (* 1898)
- 04. November: Thomas Brown, US-amerikanischer Sportschütze (* 1885)
- 09. November: Hermann Wraschtil, österreichischer Leichtathlet (* 1879)
- 12. November: Lesley T. Ashburner, US-amerikanischer Hürdenläufer (* 1883)
- 25. November: Christian Riecken, deutscher Ingenieur und Automobilrennfahrer (* 1880)
- 28. November: Curt Benckert, schwedischer Tennisspieler (* 1887)
- 29. November: Helge Ekroth, schwedischer Fußballspieler (* 1892)
- 29. November: Émile Torcheboeuf, französischer Leichtathlet (* 1876)
- 000November:  Josef Leppelt, österreichischer Gewichtheber (* 1900)

### Dezember
- 06. Dezember: Pietro Lana, italienischer Fußballspieler (* 1888)
- 07. Dezember: Adolf Böhm, deutscher Radrennfahrer (* 1871)
- 09. Dezember: Oscar Osthoff, US-amerikanischer Gewichtheber und Schwimmer (* 1883)
- 19. Dezember: John Blake, britischer Degenfechter (* 1874)
- 22. Dezember: Bernhoff Hansen, norwegisch-US-amerikanischer Ringer (* 1877)
- 23. Dezember: Sydney Sarel, britischer Leichtathlet (* 1872)
- 24. Dezember: Conrad Langaard, norwegischer Tennisspieler (* 1890)
- 30. Dezember: Billy Burch, US-amerikanischer Eishockeyspieler (* 1900)
- 30. Dezember: Conrad Christensen, norwegischer Turner (* 1882)
- 000Dezember: Rudolf Karsch, deutscher Radrennfahrer (* 1913)

### Datum unbekannt
- Tewfik Abdullah, ägyptischer Fußballspieler (* 1896)
- Galip Cav, türkischer Radrennfahrer (* 1912)
- Paul Franke, deutscher Eiskunstläufer (* 1888)
- Henri Moreno, französischer Turner (* 1878)
- William Ormston, britischer Radrennfahrer (* 1895)
- Spyros Vellas, griechischer Tauzieher und Leichtathlet (* 1883)